# Gueorgui Shaiduko
Gueorgui Ivánovich Shaiduko (en ruso: Георгий Иванович Шайдуко; Níkopol, URSS, 6 de agosto de 1962-8 de enero de 2023) fue un deportista ruso que compitió para la URSS en vela en la clase Soling; dos veces campeón mundial en su clase.

## Trayectoria
Participó en cuatro Juegos Olímpicos de Verano, entre los años 1988 y 2000, obteniendo una medalla de plata en Atlanta 1996, en la clase Soling (junto con Dmitri Shabanov e Igor Skalin), y el sexto lugar en Sídney 2000.
Ganó tres medallas en el Campeonato Mundial de Soling entre los años 1987 y 1998, y cuatro medallas en el Campeonato Europeo de Soling entre los años 1985 y 2000.
En 1996 fue galardonado con la Medalla de la Orden al Mérito de la Patria de grado II.
Se retiró de la competición en 2009. Entre 2010 y 2012 fue presidente de la Federación Rusa de Vela. Falleció a los 61 años de un paro cardíaco.

## Palmarés internacional
| \| Representando a la URSS \| \| \| \| \| Campeonato Mundial \| \| \| \| \| Año \| Lugar \| Medalla \| Clase \| \| 1987 \| Kiel (RFA) \| Medalla de bronce \| Soling \| \| Campeonato Europeo \| \| \| \| \| Año \| Lugar \| Medalla \| Clase \| \| 1985 \| Balatonfüred (Hungría) \| Medalla de bronce \| Soling \| \| 1987 \| Karlshamn (Suecia) \| Medalla de oro \| Soling \| \| Representando a Rusia \| \| \| \| \| Juegos Olímpicos \| \| \| \| \| Año \| Lugar \| Medalla \| Clase \| \| 1996 \| Atlanta (Estados Unidos) \| Medalla de plata \| Soling \| \| Campeonato Mundial \| \| \| \| \| Año \| Lugar \| Medalla \| Clase \| \| 1996 \| Punta Ala (Italia) \| Medalla de oro \| Soling \| \| 1998 \| Milwaukee (Estados Unidos) \| Medalla de oro \| Soling \| \| Campeonato Europeo \| \| \| \| \| Año \| Lugar \| Medalla \| Clase \| \| 1998 \| Izola (Eslovenia) \| Medalla de plata \| Soling \| \| 2000 \| La Rochelle (Francia) \| Medalla de plata \| Soling \| |                            |                   |        |
| Representando a la URSS |                            |                   |        |
| Campeonato Mundial |                            |                   |        |
| Año | Lugar                      | Medalla           | Clase  |
| 1987 | Kiel (RFA)                 | Medalla de bronce | Soling |
| Campeonato Europeo |                            |                   |        |
| Año | Lugar                      | Medalla           | Clase  |
| 1985 | Balatonfüred (Hungría)     | Medalla de bronce | Soling |
| 1987 | Karlshamn (Suecia)         | Medalla de oro    | Soling |
| Representando a Rusia |                            |                   |        |
| Juegos Olímpicos |                            |                   |        |
| Año | Lugar                      | Medalla           | Clase  |
| 1996 | Atlanta (Estados Unidos)   | Medalla de plata  | Soling |
| Campeonato Mundial |                            |                   |        |
| Año | Lugar                      | Medalla           | Clase  |
| 1996 | Punta Ala (Italia)         | Medalla de oro    | Soling |
| 1998 | Milwaukee (Estados Unidos) | Medalla de oro    | Soling |
| Campeonato Europeo |                            |                   |        |
| Año | Lugar                      | Medalla           | Clase  |
| 1998 | Izola (Eslovenia)          | Medalla de plata  | Soling |
| 2000 | La Rochelle (Francia)      | Medalla de plata  | Soling |